# Abelnes
Abelnes är en ort i Flekkefjords kommun i Agder fylke i södra Norge. Orten ligger vid fylkesväg 4128, nära fylkesväg 469, på norra sidan av Risholmsundet, mellan Strandsfjorden och Stolsfjorden. Den har färjeförbindelse med orten Andabeløy på ön Andabeløya, på andra sidan sundet.
Tidigare har orten tillhört dåvarande Hidra kommun.